# سیارک ۱۹۵۳۵
سیارک ۱۹۵۳۵ (به انگلیسی: 19535 Rowanatkinson، نامگذاری:1999HF3) نوزده هزار و پانصد و سی و پنجمین سیارک کشف شده‌است که در ۲۴ آوریل ۱۹۹۹ کشف شد.
قدر مطلق سیارک برابر ۱۴٫۸۰ است.